# 두 나그네
"두 나그네"는 1967년 공개된 대한민국의 영화이다.

## 배역
- 신영균
- 남정임
- 남궁원
- 최성호
- 이빈화
- 김희준
- 이풍구
- 김칠성
- 임해림
- 윤일주
- 성소민
- 김기범
- 임화숙
- 권오상
- 이성섭
- 장훈
- 박상익
- 나일
- 주상호
- 김경란
- 추석양